# سیتلر (متروی استانبول)
سیتلر (انگلیسی: Siteler) یکی از ایستگاه‌های خط ام۳ متروی استانبول است.
این ایستگاه که در منطقه باشاک‌شهر قرار دارد در سال ۲۰۱۳ تأسیس شده‌است.